# Nova Scotia Liberal Party
Die Nova Scotia Liberal Party ist eine liberale politische Partei in der kanadischen Provinz Nova Scotia. Zwar ist sie ideologisch ähnlich ausgerichtet wie die Liberale Partei Kanadas, doch sind die beiden Parteien organisatorisch unabhängig. Vorsitzender ist seit 2022 Zach Churchill. Seit den Wahlen im August 2021 stellen die Liberalen 17 von 51 Abgeordneten im Abgeordnetenhaus von Nova Scotia.

## Geschichte
Die Liberal Party of Nova Scotia hat ihren Ursprung bei den Reformern um Joseph Howe, die sich in den 1830er und 1840er Jahren für die Selbstverwaltung einsetzten. Die Liberalen stellten zwischen 1848 und 1867 mehrfach die Regierung in der Kronkolonie.
In der Debatte um die Kanadische Konföderation brach die Gruppe auseinander. Howe und viele andere Liberale gründeten die Anti-Confederation Party, während die Befürworter der Konföderation der Confederation Party unter Charles Tupper beitraten. Die Anti-Confederation Party gewann 1867 die Mehrheit der Nova Scotia zustehenden Sitze im kanadischen Unterhaus und stellte unter der Führung von William Annand die Regierung in der neugegründeten Provinz Nova Scotia. In den Jahren nach 1867 bildete Annand aus der Anti-Confederation Party eine neue Liberale Partei. Zur gleichen Zeit gründete Tupper mit Unterstützern von John Macdonalds Koalition eine neue Progressive Conservative Association of Nova Scotia.
Vor 1956 hat die Liberale Partei die Provinz fast durchgängig regiert. Sie war in 76 der 89 Jahre seit dem Beitritt zur Konföderation an der Macht, meist mit weniger als fünf Abgeordneten in der Opposition.
Nach 1956 verloren die Liberalen ihre Vormachtstellung zu Gunsten der von Robert Stanfield neu aufgestellten konservativen Partei. In dem Zeitraum von 1956 bis 1993 stellten sie die Regierung nur zwischen 1970 und 1978. Premierminister in dieser Zeit war Gerald Regan. In den Wahlen von 2003 und 2006 rutschten die Liberalen auf den dritten Platz ab. Nach dem schlechten Ergebnis von 2006 trat der damalige Vorsitzende, Francis MacKenzie, zurück und Stephen McNeil wurde sein Nachfolger. McNeil gelang es in 2009, den Status der offiziellen Opposition wiederzuerlangen, und am 8. Oktober 2013 gewannen die Liberalen unter seiner Führung erneut eine absolute Mehrheit. 2017 erhielten sie nur 27 Sitze, behielten damit aber die einfache Mehrheit. 2021 erhielten sie nur noch 17 Sitze.